# Austrocidaria anguligera
Austrocidaria anguligera là một loài bướm đêm trong họ Geometridae.